# 贾·普运动
比哈尔运动又称贾·普运动，是1974年印度比哈尔邦学生发起的反对邦政府暴政和贪污的政治运动。贾雅普拉卡什·纳拉扬是此次運動的領導人。该运动的規模逐漸擴大，最終運動的矛頭指向英迪拉·甘地的政府。  1975年6月12日，英迪拉·甘地被法院裁決在大选中舞弊，其议员资格被剝奪6年。随即贾雅普拉卡什·纳拉扬要求英迪拉·甘地下台。當時印度5个反对党宣布于6月29日发起运动，要求英迪拉·甘地辞职。6月26日，印度政府宣布紧急状态，同時將贾雅普拉卡什·纳拉扬逮捕入狱，贾·普运动中止。